# August Ehrich
August Ehrich (* 1883; † nach 1908) war ein deutscher Kunstturner.

## Biografie
August Ehrich startete bei den Olympischen Sommerspielen 1908 in London. Im Einzelmehrkampf belegte er den 65. Rang.